# 桑滄偶錄

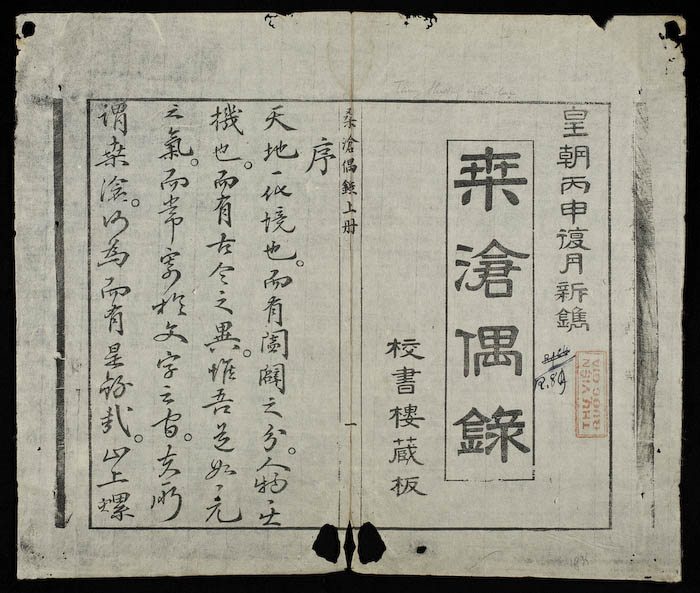
《桑滄偶錄》書影

《桑滄偶錄》（越南語：Tang Thương Ngẫu Lục），越南漢文傳奇小說，由兩位作者范廷琥、阮案於18世紀末、19世紀初合撰而成。該書分上下兩卷，收錄九十篇故事，當中牽涉物、山川寺廟及奇聞異事，題材廣泛，內容豐富，加上嚴謹簡要的筆法，因此該書既具有文學成就，亦為可補正史之不足的著作。

## 本書的作者及編成
《桑滄偶錄》由范廷琥（字松年）、阮案（字敬甫）合撰而成。二人均為阮朝初年的官員兼學者，范廷琥曾撰有《黎朝會典》、《邦交典例》、《安南志》、《雨中隨筆》等。阮案曾撰有《風林鳴籟詩集》和《東野學言詩集序》等。
關於范、阮寫作本書的情況，為該書作序的馮翼（字鵬雛）概括地提到他們「二公生於黎末，所遇者滄海之變」，「自李陳黎鄭以來，上下數百載，間有國史所未詳，稗官所未載，二公皆於桑滄眼界收之」，亦即是說兩位作者把留意到的遺文佚事，編錄成本書。至於本書寫成的年代，據中國大陸學者任明華的考證，指出書中提到最晚的年代是卷下《野寺伽藍》裡的「戊午歲季夏」，即1798年，而范廷琥另一本著作《雨中隨筆》（約在1805年寫成）當中就已提及到本書，所以本書當成書於1798年至1805年之間。

## 本書內容
《桑滄偶錄》分成上下兩卷，凡九十篇故事。這些故事可分成三種類型：一是人物故事，包括帝王大臣、文士凡人、仙人、烈婦等等。二是山川寺廟等名勝古跡的怪異鬼神故事。三是奇聞異事。

## 研究價值
《桑滄偶錄》中收錄的故事題材甚為廣泛，據為該書寫《序》的馮翼便所稱：「雖歷代之名公，與女中之才烈，無不入于品評。真人之從僊，與農夫之見鬼，且不嫌其怪誕；甚至木植之飛奸，泰西之起教，食人化虎之奇，歷歷備載。」這使本書內容富贍，成為可觀的文學作品。
就史料價值方面而言，本書筆法嚴謹，加上收錄了越南史上的不少遺聞佚事，因此馮翼便讚歎道「幸以桑滄錄之，而猶為迷津渡筏，暗室傳燈」。當中一些內容，據學者任明華指出，更是有關中越文化交流的重要資料。

## 流傳情況
《桑滄偶錄》的流傳情況如下：
- 1896年（阮朝成泰丙申）校書樓刊本。後來此刊本又被轉錄抄傳，法國亞洲學會、法國遠東學院、河內漢喃研究所等均有收藏。[7]
- 1987年（民國七十六年），本書出版點校本，點校工作由許端容完成，並收錄於由臺灣學生書局發行，法國遠東學院出版，陳慶浩、王三慶等編的《越南漢文小說叢刊》當中。[8]
- 2010年12月，中國大陸的上海古籍出版社出版的《越南漢文小說集成》亦收錄本書。[9]

## 引用來源
1. ↑  任明華《越南漢文小說研究》，上海古籍出版社，260頁。
2. 1 2  《桑滄偶錄》馮翼《序》，收錄於陳慶浩、王三慶主編《越南漢文小說叢刊》第一輯第七冊「筆記小說類」，臺灣學生書局，159頁。
3. ↑  任明華《越南漢文小說研究》，上海古籍出版社，261頁。
4. ↑  任明華《越南漢文小說研究》，上海古籍出版社，262─263頁。
5. ↑  《桑滄偶錄》馮翼《序》，收錄於陳慶浩、王三慶主編《越南漢文小說叢刊》第一輯第七冊「筆記小說類」，臺灣學生書局，159─160頁。
6. ↑  任明華《越南漢文小說研究》，上海古籍出版社，264─265頁。
7. ↑  《桑滄偶錄》許端容《出版說明》，收錄於陳慶浩、王三慶主編《越南漢文小說叢刊》第一輯第七冊「筆記小說類」，臺灣學生書局，150頁。
8. ↑  《桑滄偶錄》，收錄於陳慶浩、王三慶主編《越南漢文小說叢刊》第一輯第七冊「筆記小說類」，臺灣學生書局。
9. ↑  .   [2011-04-10]. （原始内容存档于2020-10-01）.

## 外部連結
- （越南文）（中文）.   [2012-02-13]. （原始内容存档于2015-06-04）.
- （中文）.   [2011-04-10]. （原始内容存档于2020-10-01）.